# Paletizado

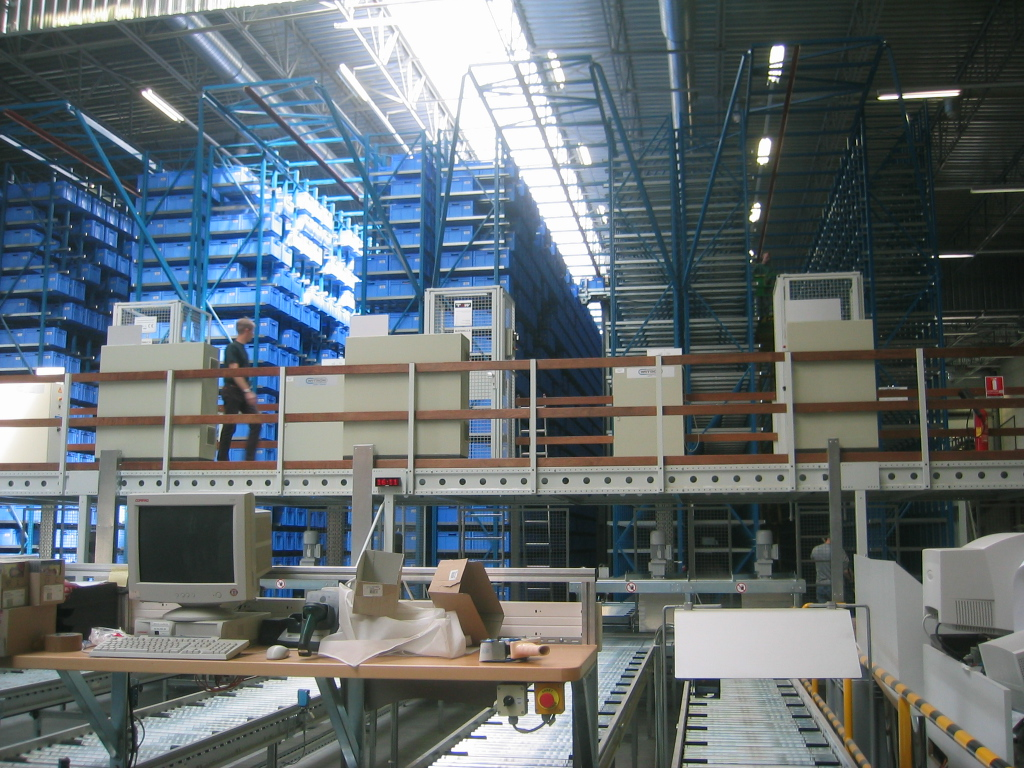
Almacén automatizado con palés.

El paletizado o paletización es la acción y efecto de disponer mercancía sobre un palé para su almacenaje y transporte. Las cargas se paletizan para conseguir uniformidad y facilidad de manipulación; así se ahorra espacio y se rentabiliza el tiempo de carga, descarga y manipulación.
Se puede paletizar casi cualquier tipo de mercancía; encima de los palés se suelen colocar cajas y otros embalajes agrupados de forma que se aproveche el espacio del palé y que la carga se mantenga estable. El paletizado es imprescindible en almacenes automatizados, capaces de manipular todo tipo de embalajes (bidón, barril, sacos...) mientras estén paletizados.
La carga de un palé se puede realizar a mano, si bien no es el sistema más usual. En muchos países el peso máximo de un paquete que puede ser manipulado a mano es de 25 kg y está, cada vez más, limitado a 15 kg para adaptarse a las limitaciones femeninas y prevenir las paradas de trabajo por dolores de espalda y otras dolencias, etc. Lo más habitual es manipular las cargas mecánicamente.

## Manipulación mecánica de palés

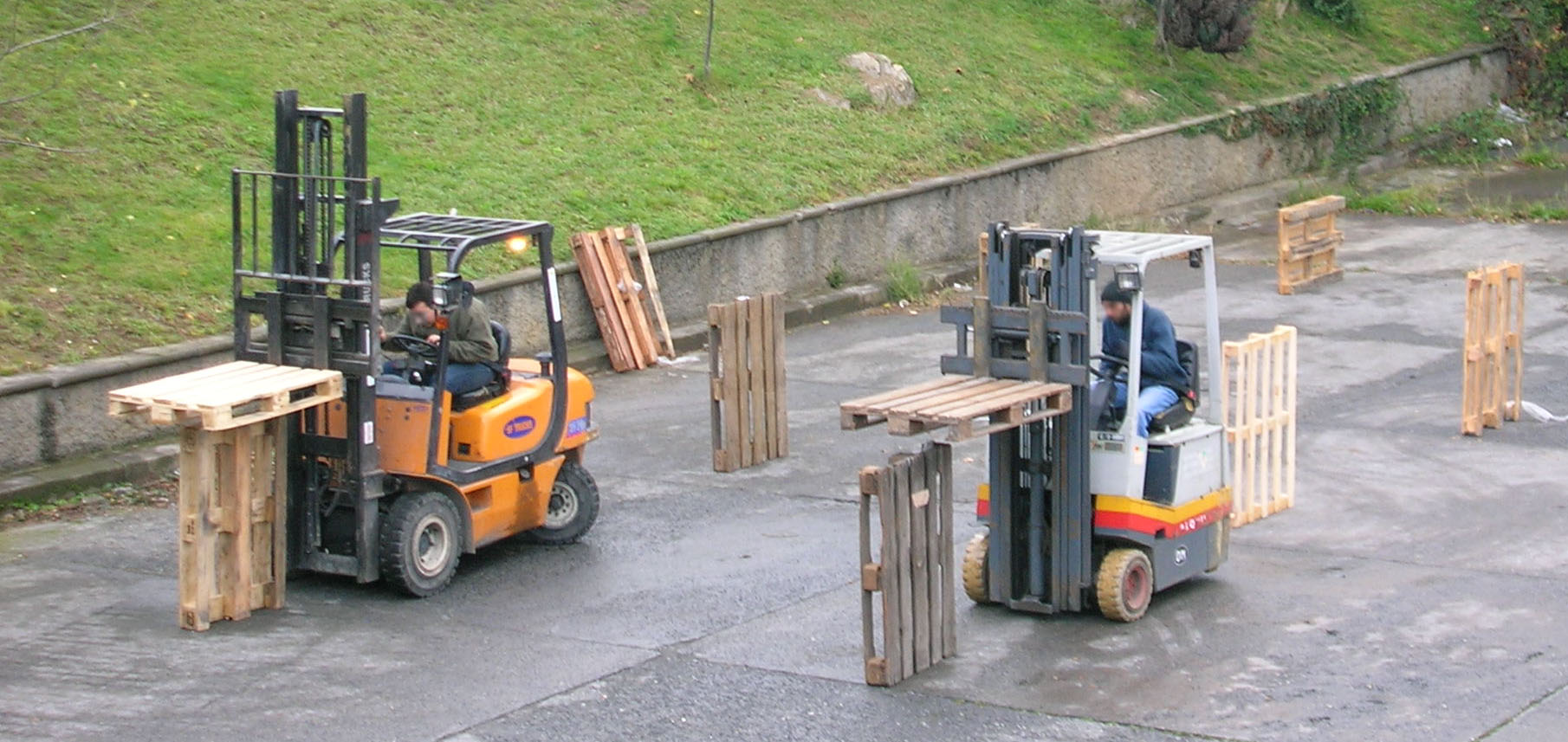
Dos operarios prueban su habilidad manejando palés europeos con carretillas elevadoras.

- Para los paquetes paletizados, el medio de manipulación más básico es la transpaleta. Se trata de un instrumento de manejo manual con horquillas que eleva la carga tan solo unos centímetros, lo justo para moverla de sitio. La medida máxima entre las horquillas es de 12 a 15 dm.
- El apilador es una evolución de la transpaleta que dispone de dos horquillas inferiores fijas y dos móviles. Permite superponer al menos dos palés, quedando la parte fija a la altura del suelo. Por ello, solo se puede utilizar el palé en un sentido y no en el que tiene listón inferior pues se destruye el palé.
- Grúa horquilla  o carretilla elevadora. Se trata de vehículos manejados por un conductor. También cuentan con horquillas frontales que se introducen bajo el palé para levantar la carga. Hoy en día, es el sistema de trabajo más extendido. Existen varios tipos de carretillas elevadoras con conductor, cuyos requisitos son menores que para los medios precedentes, las horquillas son más finas y regulables lateralmente. Lo más habitual es 800, 1000 o 1200 mm entre ejes. Por ello, es obligatorio que:
  - la base inferior del palé exista aunque sea parcialmente reducida a los patines.
  - que estos patines sean, preferentemente, perpendiculares a las barras.
  - para los paletizadores y otros almacenes automatizados, los lados exteriores de la carga y del palé deben respetar rigurosamente las tolerancias requeridas por el cliente.
- Máquina paletizadora o Estibadora. Se trata de una máquina que combina componentes mecánicos y eléctricos con la finalidad de colocar productos generalmente almacenados en cajas, sacos, tambores, entre otros, sobre un palé, que puede ser de madera, metal o plástico para la conformación de una estiba.

En sustitución del palé, existen también las hojas deslizables (también conocidas como "slip sheets"), que pueden ser de cartón o plástico. Para poder colocar las estibas una encima de la otra usando estas hojas, hay que instalar en los montacargas un aparato especial que tiene por nombre "push and pull".
Las paletizadoras de sacos de 25 kg actuales pueden paletizar desde 600 sacos por hora (con robot o brazo mecánico) hasta 4500 sacos por hora (generalmente máquinas un poco más complejas utilizadas en la industria del cemento).

## Algunas consideraciones
Hay que tener en cuenta algunas consideraciones a la hora de determinar la altura y peso de la carga paletizada:
- Algunos productos pueden constituir cargas demasiado pesadas para las carretillas elevadoras pequeñas que caen hacia adelante al intentar elevar la carga. Conviene por tanto limitar el peso limitando el número de pilas o disminuir la altura de la carga paletizada.
- Del mismo modo, algunas estanterías de almacenamiento admiten una carga por m² reducido, y conviene igualmente limitar el peso de la carga.
- Otros almacenes están equipados con ascensores o montacargas entre las plantas cuya altura es reducida y no pueden admitir las cargas a plena altura.
- Hay que prestar atención al sentido de los patines cuando la carga se introduce con holgura respecto al palé y la carga del palé no puede hacerse más que por 2 entradas a causa de la longitud de las horquillas o la estabilidad en la manipulación. Una mala elección del sentido obliga a almacenar a caballo sobre 2 pilas, lo que provoca una pérdida de espacio de almacenamiento.
- La altura del camión que los transporta se sitúa habitualmente entre 2,5 m y 2,6 m y hay que prever alrededor de 15 cm de margen para poder elevar la carga al interior del camión lo que deja una altura útil disponible de alrededor de 2,4 m. Hay que prestar atención a determinados casos especiales:
  - los viejos remolques (altura máxima alrededor de 2,35 m)
  - los camiones frigoríficos (a veces las mangas de ventilación limitan en 2 m)
  - los contenedores marítimos (existen diferentes modelos)
- La altura accesible para que las personas puedan coger los embalajes que están en lo alto de la carga paletizada no debe ser superior a 1,8 a 1,9 m.
- Se recomienda transportar dos palés de 1,2 m superpuestos antes que uno solo de 1,8 m. La tasa de relleno del camión es mejor a pesar de las manipulaciones y los costes de paletización suplementarios. Además, la altura de las instalaciones de almacenamiento de muchos distribuidores están equipados con estanterías-paletizadoras limitan la altura a 1,35 m (evitar) o 1,2 m máximo.

## Algunas recomendaciones
- Una carga a la que 'sobre' palé tendrá tendencia a balancearse durante el transporte o a deslizarse, aumentando así la necesidad de Resistencia a la compresión vertical del embalaje cuyas aristas portantes no estarán superpuestas para transmitir las fuerzas.
- Una carga que exceda el palé, exigirá igualmente una mayor resistencia al apilamiento del embalaje puesto que solo una parte de las aristas externas contribuirá al esfuerzo de resistencia. Además, sufrirá directamente los choques y los fricciones que se produzcan en el proceso.
- Todo embalaje mal superpuesto o inútilmente cruzado, verá también aumentada su necesidad de resistencia al apilamiento en proporción inversa al perímetro portante que queda para soportar la masa que recibe. La principal consecuencia de una mala paletización por un mal posicionamiento de los embalajes es la necesidad de sobredimensionar la resistencia del embalaje lo que supone una pérdida económica la cual se añade al riesgo de litigios en el transporte.
- Evitar que la carga sobresalga del palé pues se expone al punzonamiento de las capas inferiores lo que implica una menor resistencia al apilamiento.
- Una carga demasiado introducida en el palé provoca vacío entre las cargas que se escoran y se degradan.
- Se deben cruzar las camadas, sobre todo, las superiores pues de lo contrario se produce inestabilidad de la carga que se abre en lo alto.
- Se deben superponer las cajas sobre sus aristas para optimizar la carga.

## Medidas estándar de palés en España y Europa
Existen cinco medidas "estándar" de palés:
Todas tienen el mismo tamaño de base, 1 metro de anchura x 1,2 metro de profundidad, y la mercancía nunca debe sobrepasar esta superficie. También está el conocido como "Europallet" estándar, que tiene 1 metro de anchura y 0,8 metros de profundidad.
A continuación se detalla en un listado el tipo de palé con denominación, tamaño, peso y altura:
- Pallet Full, puede tener hasta 2,2 metros de altura y pesar un máximo de 1000 kg (incluyendo el pallet).
- Pallet Light, puede tener hasta 2,2 metros de altura y pesar un máximo de 750 kg (incluyendo el pallet).
- Pallet Half, puede tener hasta 1,1 metros de altura y pesar un máximo de 500 kg (incluyendo el pallet).
- Pallet Quarter, puede tener hasta 0,8 metros de altura y pesar un máximo de 250 kg (incluyendo el pallet).
- Pallet Mini-Quarter puede tener hasta 0,6 metros de altura y pesar un máximo de 150 kg (incluyendo el pallet).

Recurso a partir de https://www.palletwaysonline.com/es-es/help-centre/answer/847